# Блэр, Терри
Те́рри Блэр (англ. Terry Blair; 16 сентября 1961 — 11 мая 2024) — американский серийный убийца. Изнасиловал и убил, по крайней мере, шесть женщин в Канзас-Сити, штат Миссури.

## Ранние годы
Терри Блэр родился 16 сентября 1961 года в семье, которая неоднократно сталкивалась с системой уголовного правосудия. Его мать, которая впоследствии родила Блэру ещё девять младших братьев и сестёр, только-только окончила 9 класс и страдала психическим заболеванием. Терри был четвёртым по старшинству ребенком. Посещал школу Lincoln High School, но из-за проблем с дисциплиной и успеваемостью бросил её в 17 лет. В августе 1978 года стал свидетелем убийства сожителя своей матери. За это преступление его мать Джэнис Блэр в связи с психическими расстройствами была помещена в психиатрическую лечебницу на 5 лет. Старший брат Терри — Уолтер Блэр — в 1979 году похитил, изнасиловал и убил 21-летнюю студентку. За это преступление Уолтер Блэр был приговорён к смертной казни и был казнён в 1993 году.

## Убийство Анджелы Монро
15 мая 1982 года Блэйр позвонил в полицию и заявил об обнаружении тела своей бывшей девушки 19-летней Анджелы Монро, находившейся на 7-м месяце беременности. Терри стал подозреваемым в убийстве и отпираться не стал, он заявил, что избил девушку палкой, узнав о её занятии проституцией. Несмотря на то, что впоследствии Блэр отказался от своих показаний — в ноябре 1982 года он был признан виновным в убийстве второй степени и был приговорён к 24 годам заключения. За время заключения он получил 67 дисциплинарных взысканий за драки, неподчинения приказам, нападения на других заключённых, грабежи и контрабанду запрещённых средств, за что неоднократно переводился из одной тюрьмы в другую. Тем не менее Терри Блэр был условно-досрочно освобождён и вышел на свободу в 2003 году, отсидев 21 год.
Блэр был освобождён из тюрьмы всего две недели, прежде чем совершил своё второе убийство. Его посадили в тюрьму обратно, когда в ходе условно-досрочного освобождения появилась информация о его новых преступлениях.

## Дальнейшие убийства
В июле 2004 года Блэр задушил и сломал шею 42-летней Анне Юинг. В сентябре 2004 года Блэр таким же способом убил 58-летнюю Патрисию Уилсон, 38-летнюю Шелию Маккинзи, 25-летнюю Дарсию Уильямс, 40-летнюю Кармен Хунт, 31-летнюю Клодетт Джунил. Блэр также обвинялся в двух других убийствах, нападениях и изнасилованиях.

## Арест и суд
На след Блэра полиция вышла после телефонного звонка. Звонивший сообщил о трупах и взял на себя ответственность за их убийство. Причину убийств он объяснил тем, что все убитые были проститутками, а значит «отбросами».
Следователи не смогли доказать, что звонившим был именно Блэр, но было установлено, что звонки были совершены рядом с местом его проживания. Впоследствии эксперты, ознакомившись с записью звонка и образцом голоса Блэра, пришли к мнению, что звонил именно он. 14 сентября 2004 года Блэр был вновь задержан полицейскими.
15 октября 2004 года Блэр был обвинён в восьми убийствах, нескольких нападениях и трёх эпизодах изнасилования. Два из обвинений в убийстве были сняты, как и обвинение в изнасилованиях и нападениях.
Доказательства обвинения в основном были косвенными. Важнейшей уликой был след спермы Блэра, найденный на одной из жертв. Защита Блэра настаивала на том, что эта улика доказывает лишь факт интимной связи с жертвой. На это заявление сторона обвинения возразила, что жертва после акта не попыталась смыть следы, а значит, обвиняемый был последний, кто видел её в живых. Сам Блэр продолжал отрицать ответственность за любые инкриминируемые ему преступления.
Сторона обвинения пошла на сделку и не стала просить в качестве наказания смертную казнь в обмен на отказ Блэра на право суда присяжных. Он был признан виновным в убийстве шести женщин и приговорён к шести пожизненным заключениям без права на досрочное освобождение. Блэр обжаловал приговор, но его апелляция была отклонена в августе 2009 года.
Отбывал наказание в Исправительном центре Потоси в Минерал Пойнт, штат Миссури.

### Смерть
Умер 11 мая 2024 года в больнице в Потоси, штат Миссури, в возрасте 62 лет.